# Johann Jakob Reinhardt
Johann Jakob Reinhardt (* 1835 in Mannheim; † 1901 in Nürnberg) war ein deutscher Landschaftsmaler der Düsseldorfer Schule und Hofmaler des Herzogs Ernst II. von Sachsen-Coburg und Gotha.

## Leben
Eigentlich für eine kaufmännische Laufbahn bestimmt studierte Reinhardt ab 1852 an der Kunstakademie Düsseldorf Malerei. Dort besuchte er im Schuljahr 1852 die Elementarklasse von Josef Wintergerst. Danach wurde er Schüler des Düsseldorfer Landschaftsmalers Johann Wilhelm Schirmer, den er auf einer Reise in die Schweiz und nach Oberitalien begleitete. Anschließend ließ er sich von den Düsseldorfer Landschaftsmalern Andreas und Oswald Achenbach unterrichten. Auf Veranlassung von Carl Friedrich Lessing hielt er sich für etwa ein Jahr in Karlsruhe auf. Nach der Ausbildung ließ er sich in seiner Vaterstadt Mannheim nieder. Später wurde er von Ernst II. als Hofmaler nach Coburg berufen, wo er nachweisbar noch 1875 wohnte. 1877 beschickte er die Akademie-Ausstellung in Dresden. Spätestens 1890 wohnte er in Nürnberg, wo er 1901 verstarb.
Reinhardt war von 1856 bis 1865 Mitglied des Künstlervereins Malkasten.